# 克羅克灣
68°40′S 78°0′E / 68.667°S 78.000°E
克羅克灣是南極洲的海灣，長20公里，該海灣由挪威製圖師根據該國探險隊拍攝的空中照片被繪入地圖，現時由南極條約體系管理。